# Distrito de Guararé
O distrito de Guararé é um distrito da Los Santos, no Panamá. A população de acordo com o censo de 2000 era 9.485. O distrito cobre uma área total de 216 km. A capital fica na cidade de Guararé. O distrito foi fundado pelos espanhóis no Século XIX.

## Divisão político-administrativa
- Guararé (capital)
- El Espinal
- El Macano
- Guararé Arriba
- La Enea
- La Pasera
- Las Trancas
- Llano Abajo
- El Hato
- Perales